# Mekaši
Mekaši (lat. Triakidae), porodica morskih pasa iz reda Carcharhiniformes. Postoji 9 rodova s 46 vrsta. To su maleni do srednje veličine morski psi iz toplih i umjerenih obalnih mora.
Hrane se beskralježnjacima i ribama. U Jadranu su prisutne 4 vrste: butor, glušac, čukov i piknjavac

## Rodovi
1. Furgaleus Whitley, 1951
2. Galeorhinus Blainville, 1816
3. Gogolia Compagno, 1973
4. Hemitriakis Herre, 1923
5. Hypogaleus Smith, 1957
6. Iago Compagno & Springer, 1971
7. Mustelus Linck, 1790
8. Scylliogaleus Boulenger, 1902
9. Triakis Müller & Henle, 1838